# Miele K 2
La Miele K 2 è l'automobile media prodotta dalla società tedesca Miele & Cie. KG di Gütersloh. Venne prodotta tra il 1912 e il 1914. Gli altri modelli furono la Miele K 1 e la Miele K 3. Altre varianti del nome del modello furono Miele K2, Miele K.2 e Miele K II. Tecnicamente simile al modello K 3.

## Descrizione

### Telaio
Il telaio è autoportante. Gli assali con sospensioni a balestra. Il passo di 2700 mm e la carreggiata di 1300 mm.

### Motore
Il motore anteriore quattro tempi a 4 cilindri in linea. 78 mm di alesaggio x 120 mm per 2292 cm³ di cilindrata con accensione elettrica della Bosch. Il raffreddamento a liquido con termosifone. La potenza di 22 HP e poi di 28 HP (15 kW). Il modello venne designato anche 9/22 PS e più tardi 9/28 PS. 

### Trasmissione
Un accoppiamento con frizione a lamelle per la trasmissione della potenza dal motore all'albero cardanico all'assale posteriore.

### Velocità massima
La velocità dichiarata era di 70 - 80 km/h per la quattro posti Torpedo.

### Carrozzeria
Le varianti erano due o quattro posti Torpedo, quattro posti Landaulets, quattro posti Limousine e due posti per trasporto merci.

## Prezzo
Il prezzo dipendeva dalla carrozzeria:
- 5500 M versione base solo telaio.
- 5900 M due posti Torpedo-Phaeton.
- 6200 M quattro posti Torpedo-Doppel-Phaeton.
- 7400 M quattro posti Landaulet con Torpedo con protezione per il vento, tettuccio e vetri protettivi.
- 7500 M quattro posti Limousine con Torpedo con protezione per il vento, tettuccio e vetri protettivi.
- 6500 M due posti da trasporto con carico utile di 400 kg.

## Altro
Miele dava garanzia di 6 mesi.